# Ho scelto di no
Ho scelto di no è un singolo del cantante italiano Marco Carta, pubblicato il 5 giugno 2015 dalla Warner Music Italy come secondo singolo estratto dal suo quinto album in studio, di prossima pubblicazione.

## Il brano
Il brano, prodotto dagli stessi autori e compositori, Daniele Coro e Federica Camba, è in rotazione radiofonica e disponibile in digital download dal 5 giugno 2015.
Il brano parla di un amore malato e tormentato e del momento in cui si prende coscienza della situazione, decidendo di scegliere con un no, di interrompere la relazione.

## Video musicale
Il video musicale, diretto da Luca Gatti, è stato reso disponibile in anteprima l'8 giugno 2015 sul sito Vanity Fair pubblicato il 9 giugno 2015, sulla pagina YouTube ufficiale della Warner Music Italy. Il video vede la presenza di Marco Carta, mentre canta con la sua band su un grattacielo.

## Tracce
Testi e musiche di Federica Camba e Daniele Coro; edizioni musicali Warner Bros. Music Italy, Unopiùunofamille e Universal Music Italia Srl.
1. Ho scelto di no – 3:33

## Successo commerciale
Il brano con un soli due giorni di rilevamento della FIMI in chiusura, debutta alla 29ª della Top Singoli, raggiungendo in quella seguente, come posizione massima la 22ª. Il brano rimane nella top40 e nella top 50 nelle due settimane seguenti. A settembre il singolo viene certificato disco d'oro dalla FIMI per le oltre 25 000 copie vendute.

## Classifiche
| Classifica (2015) | Posizione massima |
| ----------------- | ----------------- |
| Italia            | 22                |